# Папантла-де-Оларте
Папантла-де-Оларте (исп. Papantla de Olarte) — город и административный центр муниципалитета Папантла в мексиканском штате Веракрус. Численность населения, по данным переписи 2010 года, составила 53 546 человек.